# Saint-Poix

Saint-Poix este o comună în departamentul Mayenne, Franța. În 2009 avea o populație de 398 de locuitori.